# Germania la Concursul Muzical Eurovision 2010
Germania a participat la concursul muzical Eurovision 2010, fiind una din cele 5 țări calificate direct în finală. Concursul național de determinare a reprezentantului ei s-a numit „Steaua noastră pentru Oslo” (Unser Star für Oslo). Eurovision 2010 a avut loc la 12 mai 2010 la Oslo și a fost  câștigat de Lena Meyer-Landrut, Germania.
Drept consecință Concursul Muzical Eurovision 2011 va avea loc în Germania, și anume la Düsseldorf între 10 - 14 mai 2011.